# Mellangöl (Södra Unnaryds socken, Småland)
Mellangöl är en sjö i Hylte kommun i Småland och ingår i Lagans huvudavrinningsområde.